# Кулебякин, Александр Парфентьевич
Кулебякин Александр Парфентьевич (по другим источникам – Парфенович)
(29 мая 1870 (или 1871), станица Червлённая, Терская область – 1923, Тбилиси ,Грузия, СССР) — русский военный (казак), генерал-лейтенант (1917). Сын полковника П.Т. Кулебякина. Поэт и поэт-переводчик армянской, грузинской, персидской поэзии.

## Биография
Родился 29 мая 1870 года в станице Червлённая Терской области.
Образование получил во 2-м Кадетском корпусе в Санкт-Петербурге.  
В службу вступил 30 августа 1887 года. Окончил Николаевское кавалерийское училище(1889).
Выпущен Корнетом (ст. 10.08.1889) в Собственный Его Высочества конвой. Сотник (ст. 10.08.1893). Подъесаул (ст. 06.05.1900). Есаул (ст. 06.05.1904). С 1905 года три года и 11 месяцев был командиром 4-й сотни Конвоя. Полковник (ст. 20.01.1910). Командующий льготным составом 2-го Горско-Моздокского полка (05.11.1910-19.07.1912). Командующий льготным составом 2-го Сунженско-Владикавказского полка (19.07.1912-14.08.1913). Командир 1-го Горско-Моздокского полка (14.08.1913-04.06.1915).
Участник Первой мировой войны 1914—1918 годов. С первых дней войны Кулебякин в чине полковника командовал Карадербентским отрядом, который обслуживал левый фланг Сарикамышского отряда. Под его руководством доблестно сражалась 3-я Армянская дружина под начальством Амазаспа Сервастьяна (Срвандзтяна).  4 ноября 1914 года дружина прибыла в с. Делибаба, где в то время находился штаб русского отряда. 6 ноября дружина перешла в подчинение полковника Кулебякина, в отряде которого и получила боевое крещение в бою против курдов.  25 декабря 1914 года, будучи начальником Башкейского аръергарда, полковник А. Кулебякин направил донесение командиру 1-го Кавказского армейского корпуса генерал-майору Пржевальскому: «Сегодня 3-я Армянская дружина временно выбывает из состава вверенного мне отряда для реорганизации и пополнения своей убыли в Кагызмане. По долгу службы и совестисчитаю себя обязанным засвидетельствовать самую добросовестную, усердную и беззаветную работу всей дружины и особенно ее начальника Амазаспа» (цитирование по: ЦГИА РА, ф. 121, оп. 1, д. 5, л. 20).
Особым приказом командира 1-го Кавказского армейского корпуса генерал-майора Пржевальского Амазаспу Срвандзтяну вынесена благодарность «За честную и доблестную службу».
А. Кулебякин был участником и свидетелем общего наступления русской армии весной 1915 года, ее отступления, создавшегося тяжелого положения, оборонительных боев в Ване.

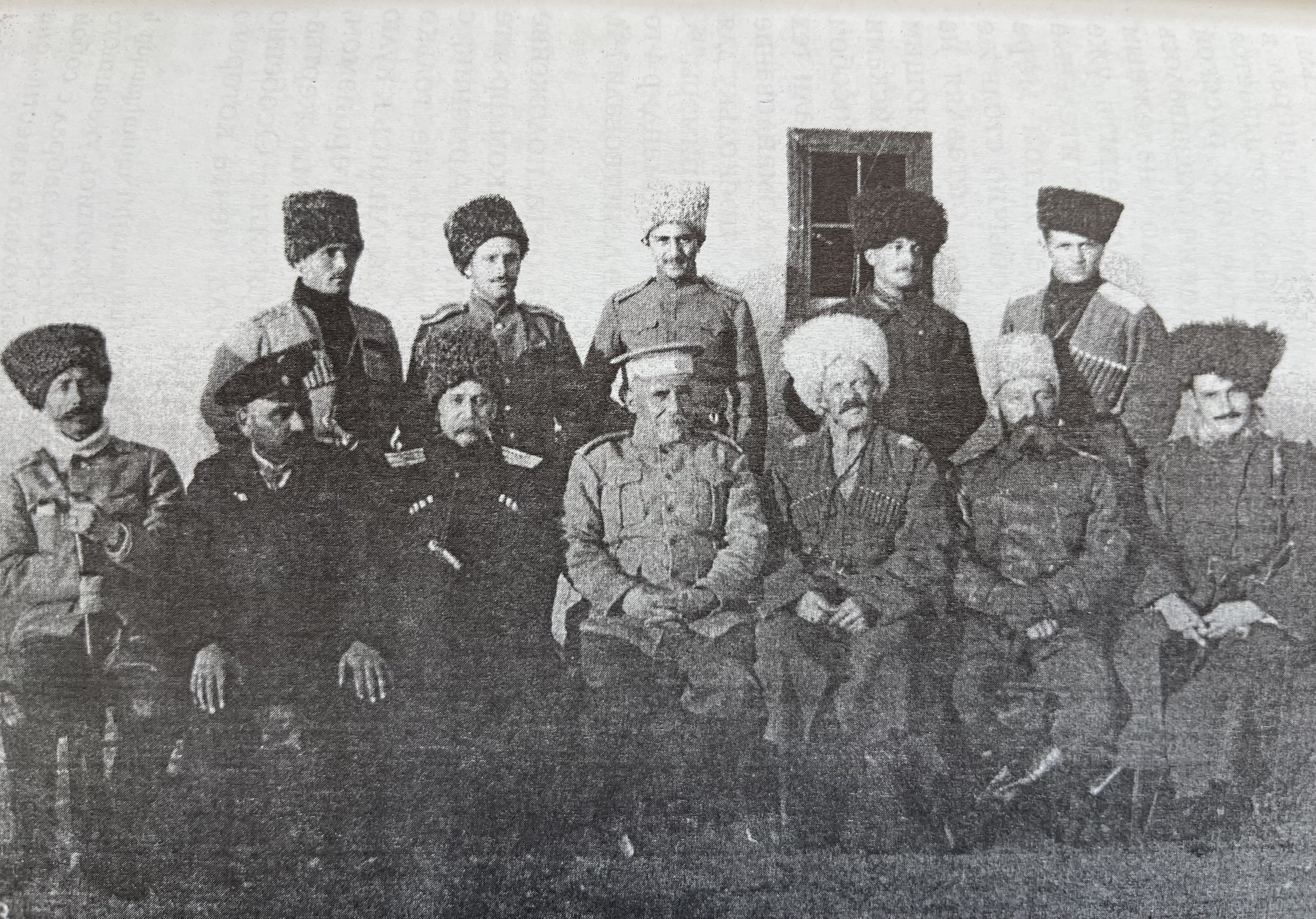
А. Кулебякин (в первом ряду в центре) с командным составом русской воинской части (Ван, 1915 г.)

«Восстание ванцев было вызвано систематическими преследованиями армян, не скрывавших своего тяготения к России, - пишет Кулебякин. – Турки стремились к ослаблению во всей стране армянского элемента путем экономического разорения, равно как и посредством единичных убийств видных армянских деятелей массовых арестов и избиений».
А. Кулебякин командовал 2-й бригадой 4-й Кавказской казачьей дивизии (04.06.1915-06.12.1915). За отличия в делах присвоено звание генерал-майора (пр. 06.12.1915; ст. 31.12.1914) с утверждением в должности командира той же бригады (06.12.1915-13.07.1916).
С 17 ноября 1915 года генерал-майор А. Кулебякин – начальник Ванского отряда. В составе его находились также 1-я Армянская дружина под командованием генерала  Андраника Озаняна  и 3-я Армянская дружина, возглавляемая Амазаспом.
С 13 июля 1916 года —  командующий 2-й Кавказской казачьей дивизией. А. Кулебякин возглавил Соуджбулагский отряд. 28 июля по приказу командира корпуса он объединил под своим началом Соуджбулагский и Тавризский отряды.
С 1 июня 1917 года генерал-майор А. Кулебякин — командир 4-го Кавказского армейского корпуса. При корпусе действовали 1-й, 2-й, 5-й Армянские стрелковые батальоны.
В 1917 году А. Кулебякину присвоено звание генерал-лейтенанта.  
В ноябре 1917 года оставил фронт и уехал в Тифлис.
С 1 августа 1918 года состоял в резерве чинов Добровольческой армии.
28 апреля 1920 года арестован красными в Баку и этапирован в Москву. Находился в заключении в Кожуховском лагере (до 23.04.1921).
Позже переведен в госпиталь. Освобожден и уехал в Тифлис к семье.

## Награды
·        Орден Святого Станислава  2-й ст. (1903)
·        Орден Святой Анны2-й ст. (1906)
·       Орден Святого Владимира 3-й ст. (1909)
·        Орден Святого Владимира 4-й ст. (1913)
·        Мечи к Ордену Св. Владимира 3-й ст. (1915)
·        Высочайшее благоволение (25.07.1915; за отличия в делах)

## Литературная деятельность
А. Кулебякин — поэт и поэт-переводчик армянской, грузинской, персидской поэзии. Участвовал в деятельности Тифлисского «Цеха поэтов», созданного С. Городецким.  
Арменовед, искусствовед Левон Лисицян писал: «Полководец Кулебякин, сам будучи терским казаком, питал всегда большую симпатию и интерес к армянском народу, чувствовал и уважал его стремления и боль и известен был как человек бескомпромиссной мысли и светлой души».

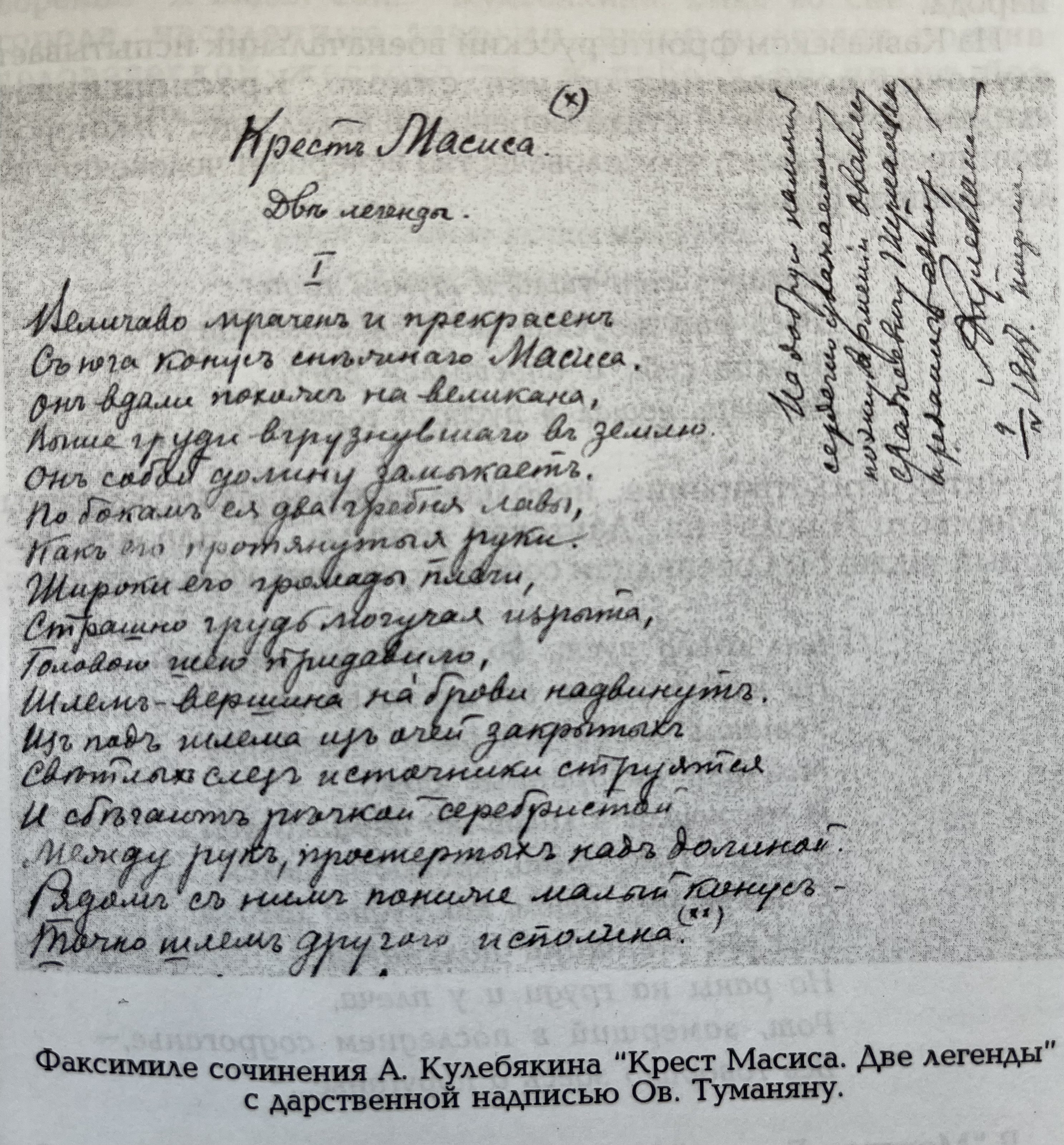
Крест Масиса

Творчество русского генерала не оставило равнодушным армянского читателя. Армянский комитет «Верашинутюн» в 1917 году в количестве 3000 экземпляров издал  поэму  А. Кулебякина «Дверь Мехера» (является обработкой о Давиде Сасунском и маленьком Мхере из эпоса «Сасунские безумцы). Также был издан цикл стихотворений «Отзвуки Вана».

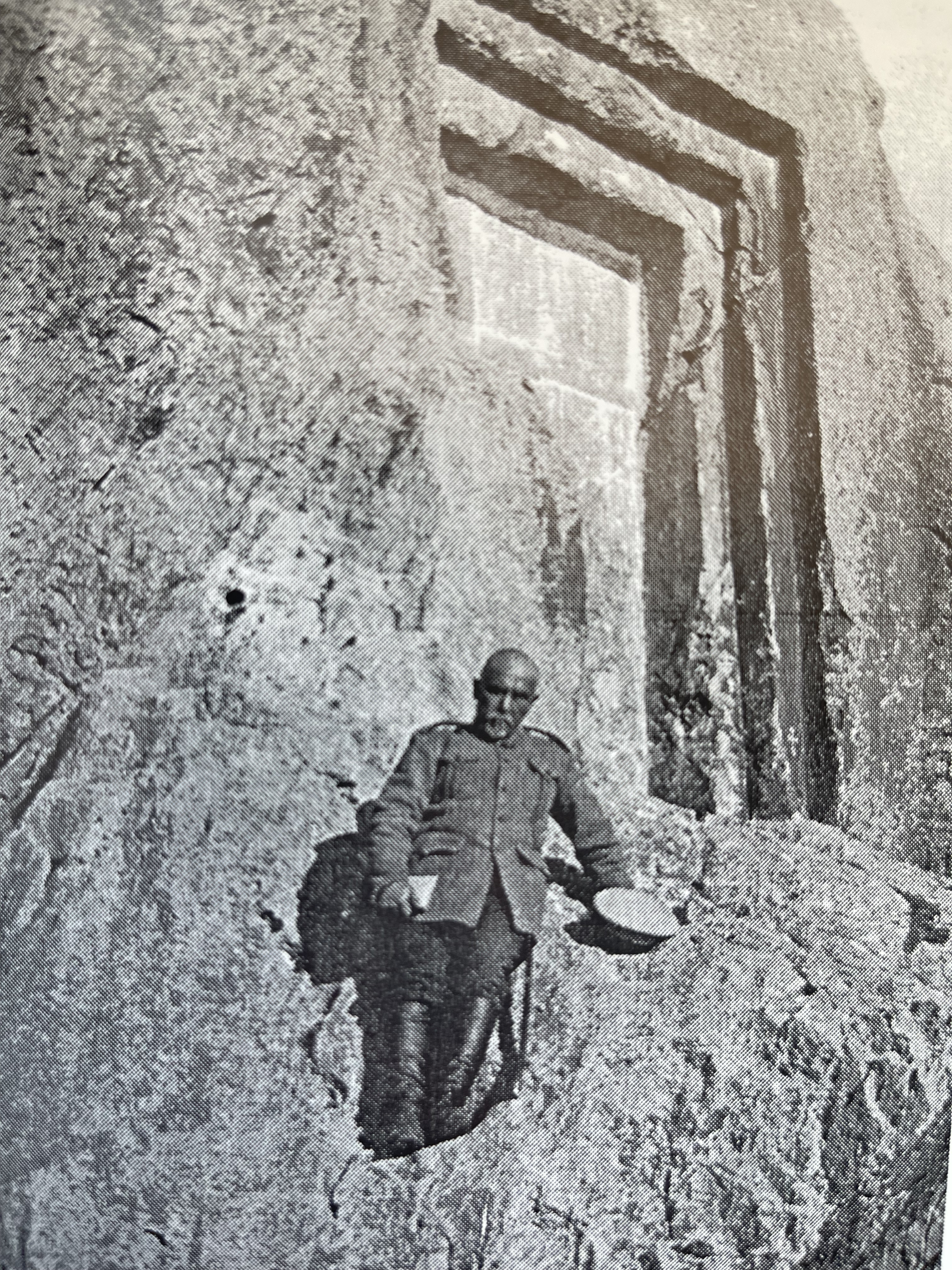
Генерал-майор А. Кулебякин перед «Дверью Мехера» (Ван, 1915)

Поэма была перепечатана «Армянским вестником» (Москва).
В Тифлисе Александр Кулебякин поддерживал дружеские отношения со многими представителями армянской культуры , литературы и общественно- политическими деятелями. Особенно близкие отношения у него сложились с армянским поэтом Ованесом Туманяном.
А. Кулебякин – автор поэм «Ахтамар» (по мотивам легенды), «Крест Масиса. Две легенды» (посвящено Ов. Туманяну), «Нанэ» и множества стихотворений, посвященных Армении.
А. Кулебякин довольно активно занимался переводческой деятельностью. Так, в №1/1918 журнала «Ars» были опубликованы в его переводе семь четверостиший Омара Хаяма и стихотворение Нико Бараташвили «Конь».
Перу А. Кулебякина принадлежит также ряд рассказов. Имеется публикация в  художественно-литературном и юмористическом журнале «Радуга» №1/1919 .